# Mer de Noms
Mer de Noms är debutalbumet från det amerikanska rockbandet A Perfect Circle. Skivan släpptes i CD-format den 23 maj 2000. Albumet blev platinumcertifierat av RIAA den 31 oktober 2000. Albumet gick in på Billboard 200 som nummer 4 med över 188.000 sålda exemplar den första veckan, den högsta debuten någonsin för ett rockband. Albumet stannade därefter på listorna i 51 veckor i följd.  Albumet nådde som högst nummer 27 på Billboard Top Pop Catalog Albums den 4 oktober 2003, tre år efter albumets release. De flesta av albumets texter är tillägnade olika personer som sångaren Maynard James Keenan känner. Titeln på albumet är franska för "hav av namn". Låtlistan består av olika namn som "Judith", "Breña", "Rose", "Thomas", "Magdalena", "Orestes" och "Renholdër" (musikern Danny Lohner).

## Låtlista
1. "The Hollow" – 2:58
2. "Magdalena" – 4:06
3. "Rose" – 3:26
4. "Judith" – 4:07
5. "Orestes" – 4:48
6. "3 Libras" – 3:39
7. "Sleeping Beauty" – 4:10
8. "Thomas" – 3:29
9. "Renholdër" – 2:24
10. "Thinking of You" – 4:34
11. "Breña" – 4:24
12. "Over" – 2:21

Vinylversionen innehåller "Sleeping Beauty" med ett förlängt intro och alternativ mix av "Over".

## Medverkande
- Maynard James Keenan – sång, gord (kalimba)
- Billy Howerdel – gitarr, kör, sång (på "Renholdër"), basgitarr, programmering, keyboard, piano, produktion, mixning.
- Josh Freese – trummor, slagverk
- Tim Alexander – trummor (på "The Hollow")
- Paz Lenchantin – violin, stråkarrangemang, kör, basgitarr (på "Sleeping Beauty")
- Luciano Lenchantin – viola (på "3 Libras")
- Troy Van Leeuwen – sologitarr (på "Sleeping Beauty" och "Thinking Of You")
- Draven Godwin – slagverk (på "Thomas")
- Kelli Shafer – sång (på "Renholdër")
- Alan Moulder – mixning
- Frank Gryner – ljudtekniker (trummor)
- Steven R. Gilmore – omslagskonst
- Sean Murphey – foto

## Listor
Album
| Year | Chart               | Position |
| ---- | ------------------- | -------- |
| 2000 | Billboard 200       | 4        |
| 2000 | Top Canadian Albums | 5        |
| 2000 | Top Internet Albums | 5        |

Singles
| Year | Single       | Chart                  | Position |
| ---- | ------------ | ---------------------- | -------- |
| 2000 | "3 Libras"   | Mainstream Rock Tracks | 12       |
| 2000 | "3 Libras"   | Modern Rock Tracks     | 12       |
| 2000 | "Judith"     | Mainstream Rock Tracks | 4        |
| 2000 | "Judith"     | Modern Rock Tracks     | 5        |
| 2001 | "The Hollow" | Mainstream Rock Tracks | 14       |
| 2001 | "The Hollow" | Modern Rock Tracks     | 17       |